# Sporophila peruviana
Sporophila peruviana là một loài chim trong họ Thraupidae.